# Julius Jordan (Politiker, 1813)
Julius Jordan (* 10. November 1813 in Kürtow, Neumark; † 22. Juli 1893 in Halle (Saale); vollständiger Name Franz Alexander Wilhelm Julius Jordan) war ein preußischer Beamter und Mitglied der Frankfurter Nationalversammlung.

## Leben
Julius Jordan, Sohn des Predigers in Kürtow bei Arnswalde, studierte ab 1832 in Halle (Saale) und Berlin Rechts- und Staatswissenschaften. 1835 wurde er Landgerichtsreferendar und 1841 Kammergerichtsassessor in Berlin. Im selben Jahr wurde er als Regierungsassessor zur Generalkommission für die Provinz Pommern nach Stargard versetzt. Von 1842 bis 1851 arbeitete er als Spezialkommissar und landwirtschaftlicher Sachverständiger in Gollnow. Danach wurde er Regierungsrat bei der Regierung in Merseburg. 1873 kam er als Oberregierungsrat zur  Regierung in Danzig, 1878 zur Regierung in Potsdam. 1887 wurde er in den Ruhestand versetzt.

## Politischer Werdegang
1848 wurde er für den 8. Wahlkreis der Provinz Pommern (Massow) in die Frankfurter Nationalversammlung gewählt, wo er sich zunächst der Casino-, dann der Landsberg-Fraktion anschloss. Er beteiligte sich am Ausschuss für Gesetzgebung. 1849 nahm er am Gothaer Nachparlament teil.
Von 1859 bis 1863 gehörte er dem Preußischen Abgeordnetenhaus an.  Dort gehörte er bis 1862 der Fraktion von Vincke an, dann zeitweise den Rechten, bevor er sich dem Freien Parlamentarischen Verein anschloss.